# GW170104
GW170104是激光干涉引力波天文台（LIGO）于2017年1月4日探测到的引力波信号。2017年6月1日，LIGO和处女座干涉仪组成的合作团队宣布，他们已经可靠地证实这个信号。这是人类发现的第三个这样的信号，前两个是GW150914和GW151226。